# 아티케력
아티케력(Attic calendar) 또는 아티카력은 고대 아테네를 중심으로 한 지역인 고대 아티케에서 사용된 헬레니즘 시대의 달력 또는 역법이다. 아티케력에 대해서는 아테네에서 발견된 비교적 풍부한 자료들이 있기 때문에 헬레니즘 시대의 역법들(Hellenic calendars) 중 그 내용이 가장 잘 이해되고 있는 역법이다. 현대의 그레고리력의 관점에서 볼 때, 이 고대의 역법은 많은 특유의 특징들을 가지고 있다. 이런 점에서 아티케력은 하나의 문화적 아티팩트라고 할 수 있다. 즉, 당시의 사람들의 정신적 측면의 일부를 볼 수 있게 하는 창의 역할을 한다.
비록 자료가 비교적 풍부하긴 하나, 아티케력은 여전히 종종 해석에 있어 논쟁의 대상이 되곤 한다. 그리스 고전기, 특히 기원전 5~4세기의 고대 아테네인들에게는 특히 언급할 것이 없을 정도로 이 달력 또는 역법은 명백한 것이었기 때문에, 아티케력의 전체 체계를 설명하는 당시의 문헌은 존재하지 않는다. 또한 당시에 아티케력에는 변화가 일어났는데, 현대의 학자들은 이 변화들을 완전히 파악하고 있지 못한 상태이다. 이러한 이유로 아티케력에 대한 어떤 설명 또는 해설도 잠정적인 재구축에 지나지 않는다. 이러한 문맥에서는 고대 아티케와 아테네는 사실상 같은 말이라고 할 수 있다.

## 축제용 달력

### 월 목록
어떤 원천자료에도 12달 모두가 순서대로 제대로 나타나 있지 않다. 하지만 학자들은 여러 자료들을 토대로 다음과 같이 달의 목록을 재구축하고 있다. 아래 목록에서 보이는 아티케력의 달들과 현대의 그레고리력의 달들간의 대응관계는 "느슨한" 관계일 뿐으로, 년도에 따라 한 달 이상 차이가 나기도 한다.
| 여름(Θέρος)      | 여름(Θέρος)                                | 여름(Θέρος) |
| ---------------- | ------------------------------------------ | ----------- |
| 1                | 헤카톰바이온(Ἑκατομϐαιών, Hekatombaion)    | 7월/8월     |
| 2                | 메타게이트니온(Μεταγειτνιών, Metageitnion) | 8월/9월     |
| 3                | 보에드로미온(Βοηδρομιών, Boedromion)       | 9월/10월    |
| 가을(Φθινόπωρον) |                                            |             |
| 4                | 피아네프시온(Πυανεψιών, Pyanepsion)        | 10월/11월   |
| 5                | 마이마크테리온(Μαιμακτηριών, Maimakterion) | 11월/12월   |
| 6                | 포세이데온(Ποσειδεών, Poseideon)           | 12월/1월    |
| 겨울(Χεῖμα)      |                                            |             |
| 7                | 가멜리온(Γαμηλιών, Gamelion)               | 1월/2월     |
| 8                | 안테스테리온(Ἀνθεστηριών, Anthesterion)    | 2월/3월     |
| 9                | 엘라페보리온(Ἑλαφηϐολιών, Elaphebolion)    | 3월/4월     |
| 봄(Ἔαρ)          |                                            |             |
| 10               | 모우니키온(Μουνιχιών, Mounichion)          | 4월/5월     |
| 11               | 타르겔리온(Θαργηλιών, Thargelion)          | 5월/6월     |
| 12               | 스키로포리온(Σκιροφοριών, Skirophorion)    | 6월/7월     |

## 같이 보기
- 고대 그리스 천문학